# سكلوب جذاب
سكلوب جذاب (الاسم العلمي: Cyclops amoenus) هو نوع من المفصليات يتبع جنس السكلوب من الفصيلة السكلوبية.